# Campeonato Descentralizado 1973
El Campeonato Descentralizado de Fútbol Profesional del Perú de 1973 tuvo la participación de 18 equipos. Los seis mejores calificados para la fase final del grupo. El sistema de descenso fue el siguiente: El último equipo clasificado, fue relegado, las peores con sede en Lima, Arequipa y Lima Provincia basados en equipos fueron relegados.
El balón oficial fue el Adidas Telstar (n.º 607) y el campeón del certamen fue Defensor Lima.

## Ascensos y descensos
| Posición | Ascendidos de la Segunda División y Copa Perú    |
| -------- | ------------------------------------------------ |
| 1º       | Atlético Chalaco (Segunda División 1972)         |
| 1º       | Sportivo Huracán (Copa Perú 1972)                |
| 2º       | Cienciano (Copa Perú 1972)                       |
| 6º       | CNI de Iquitos (Copa Perú 1972) Ley presidencial |

| Posición | Descendidos del Descentralizado 1972 |
| -------- | ------------------------------------ |
| 15º      | Carlos A. Mannucci                   |
| 16º      | Defensor Arica                       |

## Primera Etapa
| Pos. | Equipos          | PJ | PG | PE | PP | GF | GC | Dif. | Pts |
| ---- | ---------------- | -- | -- | -- | -- | -- | -- | ---- | --- |
| 1    | Sporting Cristal | 34 | 18 | 9  | 7  | 49 | 28 | +21  | 45  |
| 2    | Universitario    | 34 | 17 | 10 | 7  | 58 | 34 | +24  | 44  |
| 3    | FBC Melgar       | 34 | 17 | 9  | 8  | 53 | 25 | +28  | 43  |
| 4    | Defensor Lima    | 34 | 13 | 16 | 5  | 46 | 28 | +18  | 42  |
| 5    | Dep. Municipal   | 34 | 15 | 12 | 7  | 49 | 34 | +15  | 42  |
| 6    | Alianza Lima     | 34 | 15 | 11 | 8  | 55 | 32 | +23  | 41  |
| 7    | Atlético Chalaco | 34 | 13 | 12 | 9  | 47 | 43 | +4   | 38  |
| 8    | Sportivo Huracán | 34 | 13 | 8  | 13 | 40 | 49 | -9   | 34  |
| 9    | Cienciano        | 34 | 11 | 11 | 12 | 40 | 42 | -2   | 33  |
| 10   | Unión Tumán      | 34 | 8  | 16 | 10 | 37 | 38 | -1   | 32  |
| 11   | Atlético Grau    | 34 | 8  | 14 | 12 | 37 | 36 | 1    | 30  |
| 12   | León de Huánuco  | 34 | 9  | 12 | 13 | 36 | 54 | -18  | 30  |
| 13   | Sport Boys       | 34 | 11 | 6  | 17 | 47 | 56 | -9   | 28  |
| 14   | Juan Aurich      | 34 | 7  | 14 | 13 | 38 | 53 | -15  | 28  |
| 15   | CNI              | 34 | 8  | 10 | 16 | 39 | 56 | -17  | 26  |
| 16   | Atlético Torino  | 34 | 8  | 10 | 16 | 35 | 57 | -22  | 26  |
| 17   | José Gálvez      | 34 | 7  | 11 | 16 | 37 | 56 | -19  | 25  |
| 18   | Deportivo SIMA   | 34 | 7  | 11 | 16 | 24 | 46 | -22  | 25  |

|  | Clasificados al Grupo Final 1973                                                                   |
|  | 1°, 2°, 4°, 5°, 6° y 7° No van al Reclasificatorio Regional 1974 (6 Mejores de Lima Metropolitana) |
|  | 3°, 8°, 9°, 10°, 11°, 12°, 13°, 14°, 15° y 16° Van al Reclasificatorio Regional 1974 (10 equipos)  |
|  | 17° y 18° Descendidos a la Copa Perú 1974 sin opción a los Reclasificatorios Regionales 1974       |

- Sportivo Huracán jugó directamente vs FBC Melgar por el subcampeonato de la Región 9 del Reclasificatorio Regional 1974 (Melgar terminó el Reclasificatorio 9 detrás de FBC Piérola) por un lugar en el Triangular de permanencia, al perder la llave, descendió.
- Atlético Torino (subcampeón de la Región 1)  jugó un Triangular de permanencia en el Estadio Nacional con los Subcampeones de las Regiones 2 y 9 del Reclasificatorio Regional 1974: Juan Aurich y FBC Melgar. Al terminar tercero, descendió de categoría

- José Gálvez FBC descendió al ser el penúltimo del Torneo (y peor Provinciano) y no le corresponde disputar el Reclasificatorio Regional 7 vs. Sider Perú y Unión Huaral.
- Deportivo SIMA desciende al ser el peor equipo del Torneo (y peor Metropolitano).

## Grupo Final
| Pos. | Equipos             | PJ | PG | PE | PP | GF | GC | Dif. | Pts |
| ---- | ------------------- | -- | -- | -- | -- | -- | -- | ---- | --- |
| 1    | Defensor Lima (C)   | 39 | 17 | 17 | 5  | 54 | 30 | +24  | 51  |
| 2    | Sporting Cristal    | 39 | 20 | 10 | 9  | 55 | 33 | +22  | 50  |
| 3    | Universitario       | 39 | 19 | 11 | 9  | 67 | 40 | +27  | 49  |
| 4    | Alianza Lima        | 39 | 18 | 11 | 10 | 61 | 39 | +22  | 47  |
| 5    | Deportivo Municipal | 39 | 17 | 12 | 10 | 54 | 40 | +14  | 46  |
| 6    | FBC Melgar          | 39 | 17 | 10 | 12 | 57 | 37 | +20  | 44  |

|  | Campeón y clasifica a la Copa Libertadores 1974 |

|  | Clasificado a la Copa Libertadores 1974 |

|                         |
| Campeón                 |
| Defensor Lima 1º título |

## Reclasificatorio Regional 1974
Se dividió en 13 Regiones con los clubes de la Primera División del Campeonato Descentralizado 1973 que debían Revalidar la categoría, con clubes que habían sido campeones departamentales en 1973 mas el subcampeón de la departamental de Lima. Formando así un total de 42 clubes para 16 cupos para el Campeonato Descentralizado 1974.

### 1° Región Piura
| Pos | Equipo           | Viene de                      | Pts | Clasificación                              |
| --- | ---------------- | ----------------------------- | --- | ------------------------------------------ |
| 1.  | Atlético Grau    | 11° Descentralizado 1973 (1D) | 8   | Asciende a Campeonato Descentralizado 1974 |
| 2.  | Atlético Torino  | 16° Descentralizado 1973 (1D) | 6   | Va a Triangular de Permanencia             |
| 3.  | Sport Blondell   | Campeón Piura 1973            | 6   | Vuelven a su Liga de Origen                |
| 4.  | Húsares de Junín | Campeón Tumbes 1973           | 4   | Vuelven a su Liga de Origen                |

### 2° Región Lambayeque
| Pos | Equipo             | Viene de                      | Pts | Clasificación                              |
| --- | ------------------ | ----------------------------- | --- | ------------------------------------------ |
| 1.  | Unión Tumán        | 10° Descentralizado 1973 (1D) | 8   | Asciende a Campeonato Descentralizado 1974 |
| 2.  | Juan Aurich        | 14° Descentralizado 1973 (1D) | 7   | Va a Triangular de Permanencia             |
| 3.  | Cultural Pucalá    | Campeón Lambayeque 1973       | 5   | Vuelven a su Liga de Origen                |
| 4.  | Deportivo Hospital | Campeón Amazonas 1973         | 4   | Vuelven a su Liga de Origen                |

### 3° Región La Libertad y Cajamarca
| Pos | Equipo             | Viene de                 | Pts | Clasificación                              |
| --- | ------------------ | ------------------------ | --- | ------------------------------------------ |
| 1.  | Carlos A. Mannucci | Campeón La Libertad 1973 | 4   | Asciende a Campeonato Descentralizado 1974 |
| 2.  | UTC                | Campeón Cajamarca 1973   | 1   | Vuelve a su Liga de Origen                 |

### 4° Región Loreto
| Pos | Equipo          | Viene de                      | Pts | Clasificación                              |
| --- | --------------- | ----------------------------- | --- | ------------------------------------------ |
| 1.  | CNI             | 15° Descentralizado 1973 (1D) | 6   | Asciende a Campeonato Descentralizado 1974 |
| 2.  | Sport Loreto    | Campeón Loreto 1973           | 3   | Vuelven a su Liga de Origen                |
| 3.  | Sargento Tejada | Campeón San Martín 1973       | 0   | Vuelven a su Liga de Origen                |

### 5° Región Huánuco
| Pos | Equipo              | Viene de                      | Pts | Clasificación                              |
| --- | ------------------- | ----------------------------- | --- | ------------------------------------------ |
| 1.  | León de Huánuco     | 12° Descentralizado 1973 (1D) | 4   | Asciende a Campeonato Descentralizado 1974 |
| 2.  | Juan Bielovucic     | Campeón Huánuco 1973          | 1   | Vuelven a su Liga de Origen                |
| 3.  | Estudiantil Carrión | Campeón Pasco 1973            | 1   | Vuelven a su Liga de Origen                |

### 6° Región Junín
| Pos | Equipo             | Viene de                  | Pts | Clasificación                              |
| --- | ------------------ | ------------------------- | --- | ------------------------------------------ |
| 1.  | Deportivo Junín    | Campeón Junín 1973        | 4   | Asciende a Campeonato Descentralizado 1974 |
| 2.  | Estudiantes Unidos | Campeón Huancavelica 1973 | 1   | Vuelve a su Liga de Origen                 |

### 7° Región Lima Norte
| Pos | Equipo       | Viene de            | Pts | Clasificación                              |
| --- | ------------ | ------------------- | --- | ------------------------------------------ |
| 1.  | Unión Huaral | Campeón 2D 1973     | 6   | Asciende a Campeonato Descentralizado 1974 |
| 2.  | Sider Perú   | Campeón Áncash 1973 | 0   | Vuelve a su Liga de Origen                 |

### 8° Región Ica
| Pos | Equipo           | Viene de           | Pts | Clasificación                              |
| --- | ---------------- | ------------------ | --- | ------------------------------------------ |
| 1.  | Walter Ormeño    | Subcampeón 2D 1973 | 6   | Asciende a Campeonato Descentralizado 1974 |
| 2.  | Octavio Espinosa | Campeón Ica 1973   | 3   | Vuelve a su Liga de Origen                 |

### 9° Región Arequipa
| Pos | Equipo        | Viene de                     | Pts | Clasificación                              |
| --- | ------------- | ---------------------------- | --- | ------------------------------------------ |
| 1.  | FBC Piérola   | Campeón Arequipa 1973        | 4   | Asciende a Campeonato Descentralizado 1974 |
| 2.  | FBC Melgar    | 3° Descentralizado 1973 (1D) | 4   | LLave por pase a Triangular de Permanencia |
| 3.  | Unión Grauína | Campeón Apurímac 1973        | 1   | Vuelve a su Liga de Origen                 |

Llave por pase a Triangular de Permanencia: 
| Equipo 1                | Resultado | Equipo 2                      |
| ----------------------- | --------- | ----------------------------- |
| FBC Melgar (3° 1D 1973) | 2–0       | Sportivo Huracán (8° 1D 1973) |

| Pos | Equipo           | Viene de                           | Pts | Clasificación                  |
| --- | ---------------- | ---------------------------------- | --- | ------------------------------ |
| 1.  | FBC Melgar       | SubCampeón Reclasificatorio 9 1974 | 2   | Va a Triangular de Permanencia |
| 2.  | Sportivo Huracán | 8° Descentralizado 1973 (1D)       | 0   | Vuelve a su Liga de Origen     |

### 10° Región Cusco y Ayacucho
| Pos | Equipo               | Viene de                     | Pts | Clasificación                              |
| --- | -------------------- | ---------------------------- | --- | ------------------------------------------ |
| 1.  | Cienciano            | 9° Descentralizado 1973 (1D) | 6   | Asciende a Campeonato Descentralizado 1974 |
| 2.  | Salesiano            | Campeón Cusco 1973           | 3   | Vuelven a su Liga de Origen                |
| 3.  | Deportivo Centenario | Campeón Ayacucho 1973        | 3   | Vuelven a su Liga de Origen                |

### 11° Región Tacna
| Pos | Equipo            | Viene de              | Pts | Clasificación                              |
| --- | ----------------- | --------------------- | --- | ------------------------------------------ |
| 1.  | Unión Pesquero    | Campeón Moquegua 1973 | 6   | Asciende a Campeonato Descentralizado 1974 |
| 2.  | Coronel Bolognesi | Campeón Tacna 1973    | 3   | Vuelve a su Liga de Origen                 |

### 12° Región Puno y Madre de Dios
| Pos | Equipo                        | Viene de                   | Pts | Clasificación                              |
| --- | ----------------------------- | -------------------------- | --- | ------------------------------------------ |
| 1.  | Alfonso Ugarte                | Campeón Puno 1973          | 6   | Asciende a Campeonato Descentralizado 1974 |
| 2.  | Colegio Guillermo Billingurst | Campeón Madre de Dios 1973 | 0   | Vuelve a su Liga de Origen                 |

### 13° Región Metropolitana
Región Metropolitana
| Pos | Equipo                      | Viene de                      | Pts | Clasificación                              |
| --- | --------------------------- | ----------------------------- | --- | ------------------------------------------ |
| 1.  | Atlético Barrio Frigorífico | Liguilla de Ascenso a 2D 1973 | 14  | Asciende a Campeonato Descentralizado 1974 |
| 2.  | Deportivo Helvético         | Liguilla de Ascenso a 2D 1973 | 12  | Va a Revalidación Metropolitana            |
| 3.  | Santiago Barranco           | Liguilla de Ascenso a 2D 1973 | 11  | Vuelven a su Liga de Origen                |
| 4.  | Deportivo Citsa             | Liguilla de Ascenso a 2D 1973 | 10  | Vuelven a su Liga de Origen                |
| 5.  | Ciclista Lima               | Liguilla de Ascenso a 2D 1973 | 10  | Vuelven a su Liga de Origen                |
| 6.  | Mariscal Sucre              | Liguilla de Ascenso a 2D 1973 | 6   | Vuelven a su Liga de Origen                |
| 7.  | Sport Vitarte               | Liguilla de Ascenso a 2D 1973 | 5   | Vuelven a su Liga de Origen                |
| 8.  | Deportivo Fabisa            | Liguilla de Ascenso a 2D 1973 | 4   | Vuelven a su Liga de Origen                |

### Revalidación Metropolitana
| Equipo 1   | Agr. | Equipo 2            | Ida | Vuelta |
| ---------- | ---- | ------------------- | --- | ------ |
| Sport Boys | 6–3  | Deportivo Helvético | 3–1 | 3–2    |

| Pos. | Equipos             | Viene de                                 | PJ | PG | PE | PP | GF | GC | Dif. | Pts | Clasificación                              |
| ---- | ------------------- | ---------------------------------------- | -- | -- | -- | -- | -- | -- | ---- | --- | ------------------------------------------ |
| 1    | Sport Boys          | 13° Descentralizado 1973 (1D)            | 2  | 2  | 0  | 0  | 6  | 3  | +3   | 6   | Asciende a Campeonato Descentralizado 1974 |
| 2    | Deportivo Helvético | Subcampeón Liguilla de Ascenso a 2D 1973 | 2  | 0  | 0  | 2  | 3  | 6  | -3   | 0   | Vuelve a su Liga de Origen                 |

### Triangular de Permanencia
| Pos | Equipo          | Viene de                           | Pts | Clasificación                              |
| --- | --------------- | ---------------------------------- | --- | ------------------------------------------ |
| 1.  | Juan Aurich     | SubCampeón Reclasificatorio 2 1974 | 6   | Asciende a Campeonato Descentralizado 1974 |
| 2.  | FBC Melgar      | SubCampeón Reclasificatorio 9 1974 | 6   | Asciende a Campeonato Descentralizado 1974 |
| 3.  | Atlético Torino | SubCampeón Reclasificatorio 1 1974 | 3   | Vuelve a su Liga de Origen                 |

|  | Clasificado al Descentralizado 1974. |
|  | Eliminado.                           |

## Goleadores
| Jugador   | Jugador                     | Goles | Equipo                    |
| --------- | --------------------------- | ----- | ------------------------- |
| Peruano   | Francisco Gonzales          | 25    | Defensor Lima             |
| Peruano   | Marcos Portilla             | 24    | José Gálvez FBC           |
| Peruano   | Jorge Ramírez               | 23    | Sport Boys                |
| Brasileño | Vinha de Souza              | 20    | Sporting Cristal          |
| Peruano   | Héctor Bailetti             | 17    | Universitario de Deportes |
| Peruano   | Juan Rivero                 | 16    | Alianza Lima              |
| Peruano   | Eladio Reyes                | 15    | Deportivo Municipal       |
| Argentino | Pedro Alexis González       | 14    | Defensor Lima             |
| Peruano   | Oswaldo Ramírez             | 14    | Universitario de Deportes |
| Peruano   | Pablo Muchotrígo            | 14    | Cienciano                 |
| Peruano   | Francisco Montero           | 13    | Atlético Torino           |
| Peruano   | Enrique Cassaretto          | 13    | Atlético Chalaco          |
| Argentino | Oscar Pianetti              | 12    | Unión Tumán               |
| Peruano   | Mario Núñez                 | 12    | Sportivo Huracán          |
| Argentino | Antonio Gómez               | 12    | FBC Melgar                |
| Peruano   | David Arévalo               | 12    | León de Huánuco           |
| Peruano   | Dagoberto Lavalle Fukushima | 12    | Sport Boys                |

## Reconocimientos

### Premios anuales
| Premio                     | Ganador                                    |
| -------------------------- | ------------------------------------------ |
| Mejor Equipo               | Defensor Lima                              |
| Bota de Oro                | Vinha de Souza (Sporting Cristal)          |
| Entrenador del año         | Roque Gastón Máspoli (Defensor Lima)       |
| Portero del año            | Ramón Quiroga (Sporting Cristal)           |
| Jugador extranjero del año | Vinha de Souza (Sporting Cristal)          |
| Jugador joven del año      | César Cueto (Deportivo Municipal)          |
| Jugador veterano del año   | Pedro Pablo León (Alianza Lima)            |
| Jugador revelación         | Marcos Portilla (José Gálvez FBC)          |
| Jugador decepción          | Ángel Clemente Rojas (Deportivo Municipal) |